# مارکی

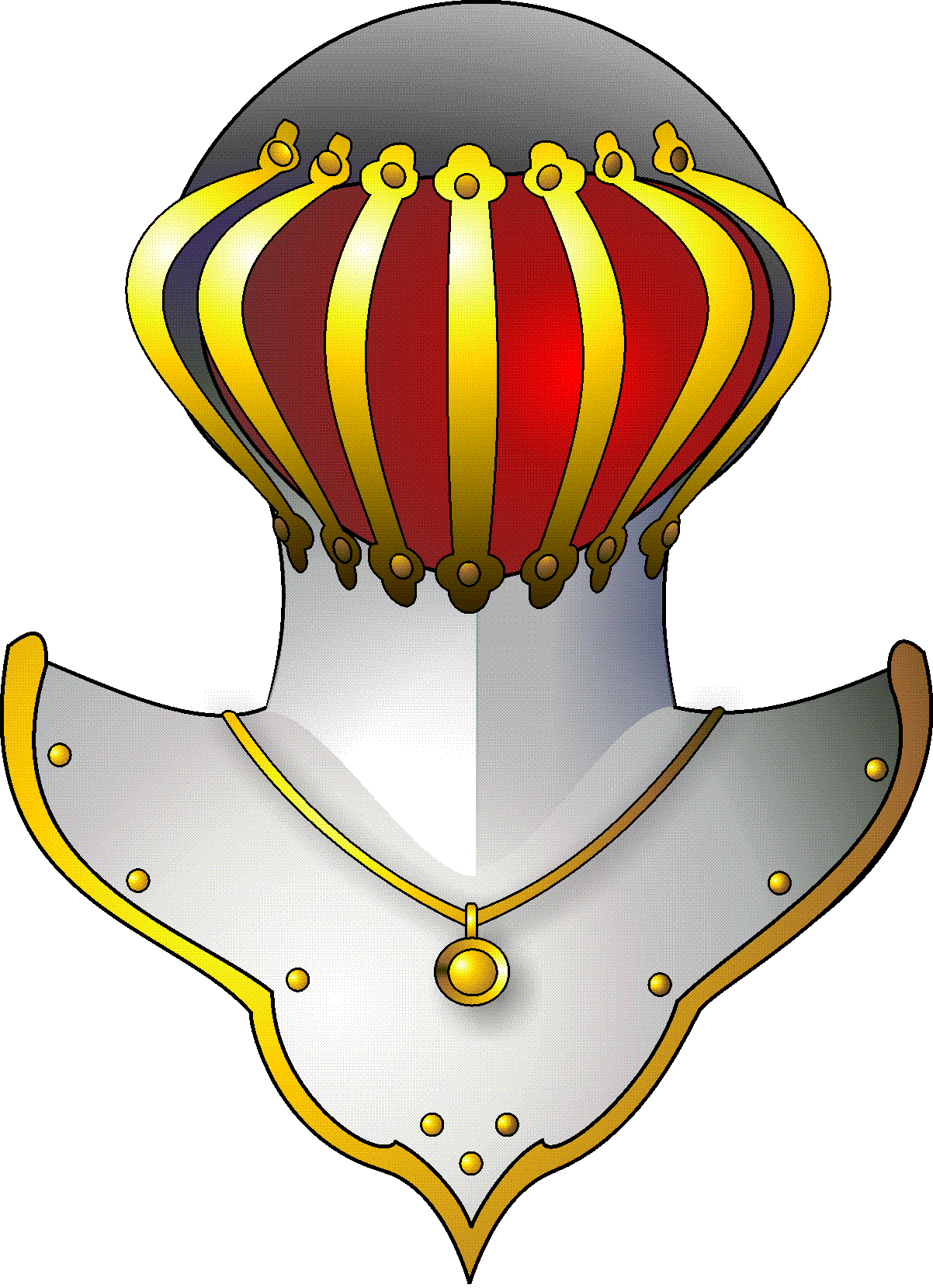
کلاه‌خود شوالیه‌گری ویژهٔ مارکی‌ها در اروپای غربی قرون وسطی

مارکی یا معادل مؤنث مارکیز (به فرانسوی: marquis/marquise یا marchioness) از عنوان‌های موروثی نجیب‌زادگان اروپایی معادل مارگراف آلمانی بود. مارکی مقامی پایین‌تر از دوک و بالاتر از گراف محسوب می‌شد. برای عنوان‌های معادل در امپراتوری چین و ژاپن نیز مارکی به‌کار می‌رود.
پیشینه این لقب اشرافی به درستی آشکار نیست. در زمان‌های نزدیک‌تر برتری مارکی‌ها به کنت‌ها، در اختیار داشتن زمین‌هایی بود که مرزها را تشکیل می‌دادند. بر این پایه مارکی‌ها برای دفاع از مرزها مورد اعتمادتر و در نتیجه برتر از کنت‌ها بودند. در سرزمین‌های ژرمن‌نشین مارگراف جایگزین عنوان مارکی بود.

## ریشه‌شناسی واژه
ریشهٔ این واژه از زبان فرانسوی باستان و واژهٔ مارشیس (murch) گرفته شده‌است که معنای مرزبان را می‌رساند. مارشیس از ریشهٔ نیاهندواروپایی مِرِغ (mereĝ) - وهم‌ریشه با واژهٔ مرز است.